# L'uomo con la bombetta
L'uomo con la bombetta (L'homme au chapeau melon) è un dipinto del pittore surrealista belga René Magritte del 1964. Fa parte di una collezione privata.
L'uomo con la bombetta è una delle figure ricorrenti fra quelle dell'opera del pittore.
Raffigura il busto di un uomo con la bombetta con il volto coperto da una colomba. L'uomo con la bombetta esiste ma nessuno può conoscere veramente chi sia e la colomba ne preserva l'identità. L'identità del soggetto è negata e l'invisibile compare nella realtà come condizione di esistenza di ciò che è sotto gli occhi di tutti, ma non viene mai notato. Nascondendo il volto del personaggio l'artista belga, che si interroga sulla distanza tra realtà e rappresentazione, trasforma un ritratto banale in un paradosso visivo: «Tutto quello che vediamo nasconde qualcosa, e noi vogliamo sempre vedere cosa è nascosto dietro ciò che vediamo.»
Magritte era un grande appassionato di romanzi polizieschi, in particolare del ciclo di Fantômas, e nei suoi quadri evoca il mistero ed esalta l'enigma di ciò che si cela dietro il conosciuto e l'abituale. L'insegnamento di Magritte è di apprezzare il mistero poiché un'immagine non va letta, spiegata o compresa ma, essenzialmente, osservata.